# Burg Kawagoe

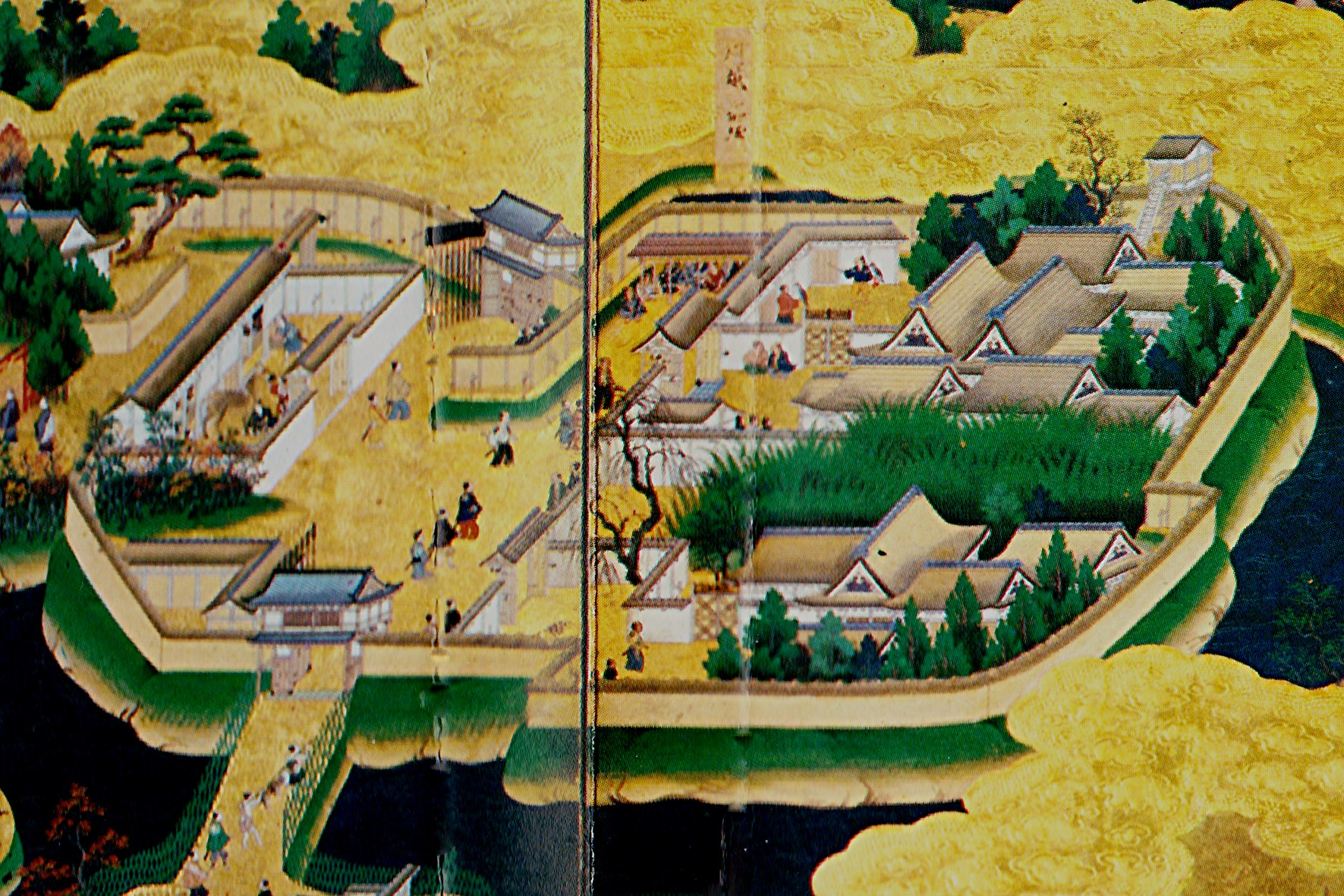
Burg Kawagoe, Hommaru, um 1650

Die Burg Kawagoe (japanisch 川越城, Kawagoe-jō) befindet sich in der Stadt Kawagoe in der Präfektur Saitama. In der Edo-Zeit residierten dort zuletzt  die Matsui als größere Fudai-Daimyō.

## Burgherren in der Edo-Zeit
- Ab 1609 ein Zweig der Sakai mit einem Einkommen von 20.000 Koku,
- ab 1634 ein Zweig der Hotta mit 30.000 Koku,
- ab 1639 ein Zweig der Ōkōchi mit 60.000 Koku,
- ab 1694 die Yanagisawa mit 72.000 Koku,
- ab 1704 die Akimoto mit 50.000 Koku,
- ab 1767 ein Zweig der Matsudaira mit 150.000 Koku,
- ab 1866 die Matsui mit 80.000 Koku.

## Geschichte
Im Jahr 1457 befahl Ōgigayatsu-Uesugi Mochitomo (扇谷上杉持朝; 1416–1467) seinem wichtigen Vasallen Ōta Sukekiyo (太田資清) und dessen Sohn Sukenaga (資長) am rechten Ufer des Flusses Arakawa eine Burg zu bauen. Umgeben von sumpfigem Gelände wurde es eine Niederungsburg. Die Größe entsprach dem späteren innersten Bereich, dem Hommaru (本丸; 1), dem zweiten Bereich (Ni-no-maru, 二の丸, 2 ) und dem Vorbereich Miyoshino tenjin (三芳天神曲輪, Miyoshino tenjin kuruwa; C).
Die Uesugi waren Herrscher in der Gegend, bis die Burg Kawagoe 1546 von Hōjō Ujiyasu (方丈氏康; 1515–1571) in einem nächtlichen Angriff, der als „Kawagoe Nachtschlacht“ (川越夜戦, Kawagoe yasen) in die Geschichte eingegangen ist, erobert wurde.
Ab 1590, als Tokugawa Ieyasu die Kantō-Provinzen erhielt, wurde die Burg bis zur Meiji-Restauration 1868 mit treuen Vasallen besetzt. 

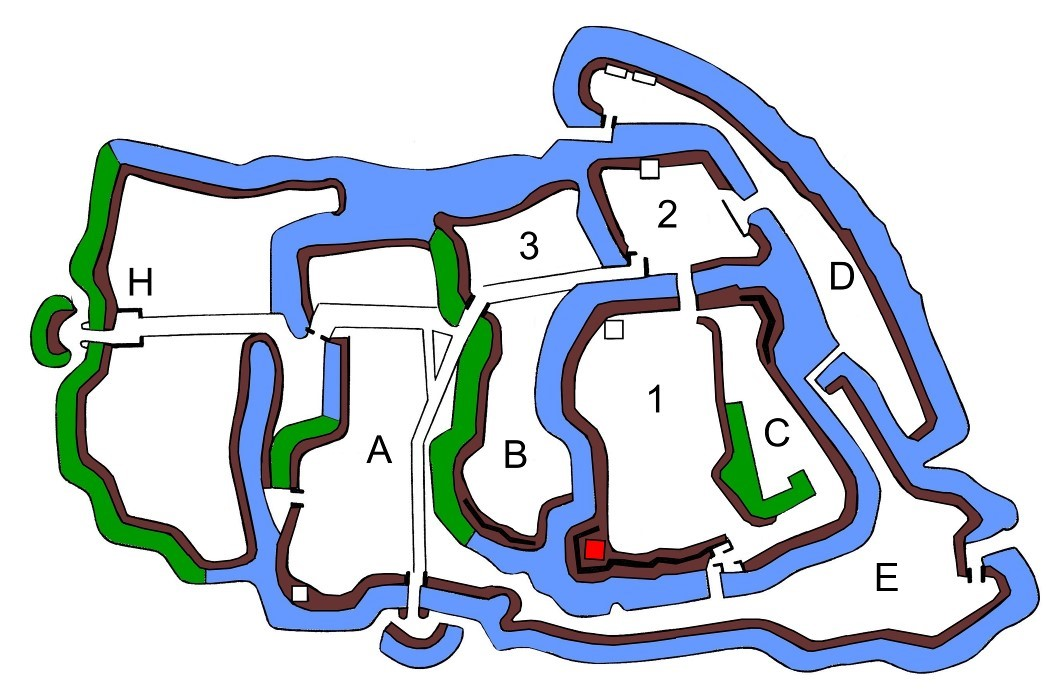
Plan der Burg. Blau: Wassergräben, Grün: trockene Gräben (Weiteres siehe Text)

## Die Anlage
Als Matsudaira Nobutsuna (1596–1662), der den Beinamen „Chie’izu“ (知恵伊豆) hatte, 1639 die Burg erhielt, erweiterte er sie. Die Burg bestand nun aus dem Hommaru, Ni-no-maru und San-nomaru (三の丸, 3). Das Hommaru war jetzt auch im Westen geschützt durch das Hachiman-kuruwa (八幡曲輪; B) geschützt. Die Burg besaß drei Wachtürme (櫓, yagura) und hatte acht Tore.
Unter den Ōkōchi wurde zwischen 1644 und 1648 die Burg grundlegend ausgebessert und noch einmal erweitert. Zu den vorhandenen Burgbereichen kamen im Westen des San-no-maru der Vorbereich Soto-kuruwa (外曲輪; A), im Osten des Hommaru der Vorbereich Shin-kuruwa (新曲輪; D) und im Süden der Vorbereich Ta-kuruwa (田曲輪; E). Es gab weiterhin keinen Burgturm (天守, tenshu), seine Funktion wurde von dem dreistöckigen Fujimi-Wachturm (富士見櫓, rot markiert) übernommen. Das Haupttor (大手門, Ōte-mon, H) befand sich ganz im Westen.
Heute ist die Burg weitgehend Stadtgebiet geworden. Erhalten sind im ehemaligen Hommaru, jetzt Hatsukari-Park (初雁公園, Hatsukari-kōen), ein Teil der im Jahr 1854 wieder errichteten Residenz mit ihrem Eingangsbereich, dem Kuruma-yose (車寄), mit Empfangsräumen und dem Wohnbereich des Hausältesten. Sie hat eine Gesamtfläche von 545 m². Eines der Zimmer wurde mit 123 Tatami-Matten ausgelegt und in ein Museum umfunktioniert. Archäologische Relikte und Bilder aus dem Kulturerbe werden dort ausgestellt. Auch die vom Wall umgebenen Basis des Fujimi-Wachturms und Grabenreste sind erhalten.